# Tweede Kamerverkiezingen in het kiesdistrict Utrecht (1850-1897)
Tweede Kamerverkiezingen in het kiesdistrict Utrecht (1850-1897) geeft een overzicht van verkiezingen voor de Nederlandse Tweede Kamer in het kiesdistrict Utrecht in de periode 1850-1897.
Het kiesdistrict Utrecht was al ingesteld in 1848. De indeling van het kiesdistrict werd in 1850 gewijzigd bij de invoering van de Kieswet. Tot het kiesdistrict behoorden vanaf dat moment de volgende gemeenten: Abcoude-Baambrugge, Abcoude-Proostdij, Achthoven, Achttienhoven, Breukelen-Nijenrode, Breukelen-Sint Pieters, Bunnik, De Bilt, Driebergen, Gerverskop, Haarzuilens, Houten, Jutphaas, Laag-Nieuwkoop, Loenen, Loenersloot, Loosdrecht, Maarssen, Maarssenbroek, Maarsseveen, Maartensdijk, Nigtevecht, Odijk, Oud-Wulven, Oudenrijn, Portengen, Rhijnauwen, Rijsenburg, Ruwiel, Schalkwijk, Schonauwen, Tienhoven, Tull en 't Waal, Utrecht, Veldhuizen, Vleuten, Vreeland, Vreeswijk, Westbroek, Willeskop, Wulverhorst, IJsselstein, Zeist en Zuilen.
In 1858 werd de indeling van het kiesdistrict gewijzigd. De gemeenten Driebergen en Rijsenburg werden toegevoegd aan het kiesdistrict Amersfoort.
In 1869 werd de indeling van het kiesdistrict wederom gewijzigd. De gemeenten Schalkwijk, Tull en 't Waal, Vreeswijk en IJsselstein werden toegevoegd aan het kiesdistrict Gorinchem, de gemeenten Veldhuizen en Willeskop aan het kiesdistrict Gouda en de gemeente Odijk aan het kiesdistrict Tiel.
In 1878 werd de indeling van het kiesdistrict wederom gewijzigd. De gemeenten Houten en Jutphaas werden toegevoegd aan het kiesdistrict Gorinchem en de gemeenten Abcoude-Baambrugge, Abcoude-Proostdij, Breukelen-Nijenrode, Breukelen-Sint Pieters, Loenen, Loenersloot, Loosdrecht, Nigtevecht, Ruwiel en Vreeland aan het kiesdistrict Hilversum. Een gedeelte van het kiesdistrict Gouda (de gemeenten Harmelen, Kamerik en Kockengen) werd toegevoegd aan het kiesdistrict Utrecht.
In 1888 werd de indeling van het kiesdistrict wederom gewijzigd. De gemeente Zeist werd toegevoegd aan het kiesdistrict Amersfoort en de gemeenten Haarzuilens, Harmelen, Kamerik, Kockengen, Laag-Nieuwkoop, Maarssen, Maarsseveen, Tienhoven, Vleuten en Zuilen aan het kiesdistrict Breukelen.
Het kiesdistrict Utrecht was in deze periode een meervoudig kiesdistrict: het vaardigde twee leden af naar de Tweede Kamer. In de periode 1850-1888 trad om de twee jaar een van de leden af; er werd dan een periodieke verkiezing gehouden voor de vrijgevallen zetel. Bij algemene verkiezingen (na ontbinding van de Tweede Kamer) bracht elke kiezer twee stemmen uit. Om in de eerste verkiezingsronde gekozen te worden moest een kandidaat minimaal de districtskiesdrempel behalen; indien nodig werd een tweede ronde gehouden.
Legenda
- cursief: in de eerste verkiezingsronde geplaatst voor de tweede ronde;
- vet: gekozen als lid van de Tweede Kamer.

## 27 augustus 1850
De verkiezingen waren algemene verkiezingen; zij werden gehouden na ontbinding van de Tweede Kamer na inwerkingtreding van de Kieswet.
|                               | 27 augustus |
| ----------------------------- | ----------- |
| Kiesgerechtigden              | 2.519       |
| Opkomst                       | 1.971       |
| Geldige stemmen               | 3.842       |
| Blanco stemmen                | 58          |
| Kiesdrempel                   | 961         |
| Kandidaten                    |             |
| J.K. van Goltstein            | 1.744       |
| E.C.U. van Doorn              | 1.185       |
| B.G.A. Pabst                  | 556         |
| J.F. van Reede van Oudtshoorn | 77          |
| J. Hora Siccama               | 73          |

## 8 juni 1852
De verkiezingen waren periodieke verkiezingen; zij werden gehouden vanwege de afloop van de zittingstermijn van een gekozen lid.
|                    | 8 juni |
| ------------------ | ------ |
| Kiesgerechtigden   | 2.559  |
| Opkomst            | 1.147  |
| Geldige stemmen    | 1.087  |
| Blanco stemmen     | 18     |
| Kandidaten         |        |
| J.K. van Goltstein | 992    |

## 17 mei 1853
De verkiezingen waren algemene verkiezingen; zij werden gehouden na ontbinding van de Tweede Kamer.
|                                                       | 17 mei | 31 mei |
| ----------------------------------------------------- | ------ | ------ |
| Kiesgerechtigden                                      | 2.599  | 2.599  |
| Opkomst                                               | 1.958  | 1.871  |
| Geldige stemmen                                       | 3.875  | 1.853  |
| Blanco stemmen                                        | 19     | 15     |
| Kiesdrempel                                           | 969    | 927    |
| Kandidaten                                            |        |        |
| J.K. van Goltstein                                    | 1.843  |        |
| H.A.M. van Asch van Wijck                             | 952    | 1.301  |
| P.A.M. van Oosthuijse van Rijckevorsel van Rijsenburg | 527    | 552    |
| N.P.J. Kien                                           | 443    |        |
| J.R. Thorbecke                                        | 28     |        |

## 13 juni 1854
De verkiezingen waren periodieke verkiezingen; zij werden gehouden vanwege de afloop van de zittingstermijn van een gekozen lid.
|                                                       | 13 juni | 27 juni |
| ----------------------------------------------------- | ------- | ------- |
| Kiesgerechtigden                                      | 2.599   | 2.599   |
| Opkomst                                               | 1.403   | 1.482   |
| Geldige stemmen                                       | 1.382   | 1.463   |
| Blanco stemmen                                        | 15      | 11      |
| Kandidaten                                            |         |         |
| N.P.J. Kien                                           | 643     | 825     |
| H.A.M. van Asch van Wijck                             | 687     | 638     |
| J. Ackersdijk                                         | 17      |         |
| J.G. Dolmans                                          | 4       |         |
| J.N. Bastert                                          | 3       |         |
| L. Metman                                             | 3       |         |
| P.A.M. van Oosthuijse van Rijckevorsel van Rijsenburg | 3       |         |
| A.M.C. van Asch van Wijck                             | 2       |         |
| J.C. Voorduin                                         | 2       |         |
| W.R. van Tuyll van Serooskerken                       | 2       |         |

## 10 juni 1856
De verkiezingen waren periodieke verkiezingen; zij werden gehouden vanwege de afloop van de zittingstermijn van een gekozen lid.
|                         | 10 juni |
| ----------------------- | ------- |
| Kiesgerechtigden        | 2.697   |
| Opkomst                 | 1.104   |
| Geldige stemmen         | 1.071   |
| Blanco stemmen          | 21      |
| Kandidaten              |         |
| J.K. van Goltstein      | 749     |
| J.J.L. van der Brugghen | 242     |

## 7 april 1858
Jan van Goltstein, gekozen bij de verkiezingen van 10 juni 1856, trad op 12 maart 1858 af vanwege zijn benoeming als bewindspersoon in het kabinet-Rochussen. Om in de ontstane vacature te voorzien werd een tussentijdse verkiezing gehouden.
|                               | 7 april |
| ----------------------------- | ------- |
| Kiesgerechtigden              | 2.697   |
| Opkomst                       | 1.471   |
| Geldige stemmen               | 1.446   |
| Blanco stemmen                | 17      |
| Kandidaten                    |         |
| E. du Marchie van Voorthuysen | 952     |
| B.G.A. Pabst                  | 369     |
| J.J.L. van der Brugghen       | 95      |

## 8 juni 1858
De verkiezingen waren periodieke verkiezingen; zij werden gehouden vanwege de afloop van de zittingstermijn van een gekozen lid.
|                             | 8 juni | 22 juni |
| --------------------------- | ------ | ------- |
| Kiesgerechtigden            | 2.788  | 2.788   |
| Opkomst                     | 1.305  | 1.105   |
| Geldige stemmen             | 1.294  | 1.089   |
| Blanco stemmen              | 7      | 10      |
| Kandidaten                  |        |         |
| N.P.J. Kien                 | 572    | 718     |
| J.L.B. de Muralt            | 376    | 371     |
| B.J.L. de Geer van Jutphaas | 298    |         |

## 12 juni 1860
De verkiezingen waren periodieke verkiezingen; zij werden gehouden vanwege de afloop van de zittingstermijn van een gekozen lid.
|                               | 12 juni |
| ----------------------------- | ------- |
| Kiesgerechtigden              | 2.755   |
| Opkomst                       | 761     |
| Geldige stemmen               | 742     |
| Blanco stemmen                | 19      |
| Kandidaten                    |         |
| E. du Marchie van Voorthuysen | 704     |

## 10 juni 1862
De verkiezingen waren periodieke verkiezingen; zij werden gehouden vanwege de afloop van de zittingstermijn van een gekozen lid.
|                  | 10 juni |
| ---------------- | ------- |
| Kiesgerechtigden | 2.866   |
| Opkomst          | 986     |
| Geldige stemmen  | 960     |
| Blanco stemmen   | 23      |
| Kandidaten       |         |
| N.P.J. Kien      | 616     |
| S. van Heemstra  | 242     |
| W.R. Boer        | 47      |

## 14 juni 1864
De verkiezingen waren periodieke verkiezingen; zij werden gehouden vanwege de afloop van de zittingstermijn van een gekozen lid.
|                               | 14 juni |
| ----------------------------- | ------- |
| Kiesgerechtigden              | 2.939   |
| Opkomst                       | 1.447   |
| Geldige stemmen               | 1.431   |
| Blanco stemmen                | 10      |
| Kandidaten                    |         |
| E. du Marchie van Voorthuysen | 1.155   |
| S.J. van Geuns                | 239     |

## 12 juni 1866
De verkiezingen waren periodieke verkiezingen; zij werden gehouden vanwege de afloop van de zittingstermijn van een gekozen lid.
|                                | 12 juni | 26 juni |
| ------------------------------ | ------- | ------- |
| Kiesgerechtigden               | 2.944   | 2.944   |
| Opkomst                        | 1.741   | 1.236   |
| Geldige stemmen                | 1.718   | 1.214   |
| Blanco stemmen                 | 1       | 15      |
| Kandidaten                     |         |         |
| N.P.J. Kien                    | 521     | 640     |
| W.R. Boer                      | 417     | 574     |
| C.T. van Lynden van Sandenburg | 401     |         |
| B.G.A. Pabst                   | 350     |         |

## 30 oktober 1866
De verkiezingen waren algemene verkiezingen; zij werden gehouden na ontbinding van de Tweede Kamer.
|                                       | 30 oktober | 13 november |
| ------------------------------------- | ---------- | ----------- |
| Kiesgerechtigden                      | 2.944      | 2.944       |
| Opkomst                               | 2.212      | 1.645       |
| Geldige stemmen                       | 4.362      | 1.631       |
| Blanco stemmen                        | 48         | 8           |
| Kiesdrempel                           | 1.091      | 816         |
| Kandidaten                            |            |             |
| E. du Marchie van Voorthuysen         | 1.279      |             |
| N.P.J. Kien                           | 677        | 868         |
| H. Verloren van Themaat               | 505        | 763         |
| S.J. van Geuns                        | 480        |             |
| W.R. baron van Tuyll van Serooskerken | 442        |             |
| J.N. Bastert                          | 267        |             |
| W.R. Boer                             | 157        |             |
| E.H. Kol                              | 42         |             |
| J.L. Bernhardi                        | 33         |             |

## 22 januari 1868
De verkiezingen waren algemene verkiezingen; zij werden gehouden na ontbinding van de Tweede Kamer.
|                                       | 22 januari |
| ------------------------------------- | ---------- |
| Kiesgerechtigden                      | 3.016      |
| Opkomst                               | 1.575      |
| Geldige stemmen                       | 3.063      |
| Blanco stemmen                        | 79         |
| Kiesdrempel                           | 766        |
| Kandidaten                            |            |
| E. du Marchie van Voorthuysen         | 1.152      |
| N.P.J. Kien                           | 981        |
| H. Verloren van Themaat               | 372        |
| S.J. van Geuns                        | 361        |
| W.R. baron van Tuyll van Serooskerken | 35         |

## 8 juni 1869
De verkiezingen waren periodieke verkiezingen; zij werden gehouden vanwege de afloop van de zittingstermijn van een gekozen lid.
|                               | 8 juni |
| ----------------------------- | ------ |
| Kiesgerechtigden              | 2.752  |
| Opkomst                       | 1.353  |
| Geldige stemmen               | 1.340  |
| Blanco stemmen                | 11     |
| Kandidaten                    |        |
| E. du Marchie van Voorthuysen | 856    |
| B.J.L. de Geer van Jutphaas   | 210    |
| H. Verloren van Themaat       | 196    |
| E.A.J. Francis                | 63     |

## 13 juni 1871
De verkiezingen waren periodieke verkiezingen; zij werden gehouden vanwege de afloop van de zittingstermijn van een gekozen lid.
|                                  | 13 juni | 27 juni |
| -------------------------------- | ------- | ------- |
| Kiesgerechtigden                 | 2.818   | 2.818   |
| Opkomst                          | 1.270   | 1.410   |
| Geldige stemmen                  | 1.254   | 1.389   |
| Blanco stemmen                   | 9       | 17      |
| Kandidaten                       |         |         |
| N.P.J. Kien                      | 337     | 818     |
| W.R. Boer                        | 563     | 571     |
| J.P.J.A. van Zuylen van Nijevelt | 308     |         |

## 10 juni 1873
De verkiezingen waren periodieke verkiezingen; zij werden gehouden vanwege de afloop van de zittingstermijn van een gekozen lid.
|                               | 10 juni | 24 juni |
| ----------------------------- | ------- | ------- |
| Kiesgerechtigden              | 2.960   | 2.960   |
| Opkomst                       | 1.607   | 1.772   |
| Geldige stemmen               | 1.588   | 1.762   |
| Blanco stemmen                | 18      | 6       |
| Kandidaten                    |         |         |
| J. Messchert van Vollenhoven  | 574     | 932     |
| E. du Marchie van Voorthuysen | 715     | 830     |
| J.G. de Bruijn                | 266     |         |

## 8 juni 1875
De verkiezingen waren periodieke verkiezingen; zij werden gehouden vanwege de afloop van de zittingstermijn van een gekozen lid.
|                  | 8 juni | 22 juni |
| ---------------- | ------ | ------- |
| Kiesgerechtigden | 3.110  | 3.110   |
| Opkomst          | 1.699  | 2.247   |
| Geldige stemmen  | 1.687  | 2.237   |
| Blanco stemmen   | 14     | 8       |
| Kandidaten       |        |         |
| J.N. Bastert     | 741    | 1.136   |
| N.P.J. Kien      | 663    | 1.101   |
| J. Wolbers       | 264    |         |

## 12 juni 1877
De verkiezingen waren periodieke verkiezingen; zij werden gehouden vanwege de afloop van de zittingstermijn van een gekozen lid.
|                             | 12 juni |
| --------------------------- | ------- |
| Kiesgerechtigden            | 3.246   |
| Opkomst                     | 1.731   |
| Geldige stemmen             | 1.719   |
| Blanco stemmen              | 10      |
| Kandidaten                  |         |
| J. Röell                    | 957     |
| B.J.L. de Geer van Jutphaas | 680     |
| E.H. Kol                    | 41      |

## 10 juni 1879
De verkiezingen waren periodieke verkiezingen; zij werden gehouden vanwege de afloop van de zittingstermijn van een gekozen lid.
|                               | 10 juni | 24 juni |
| ----------------------------- | ------- | ------- |
| Kiesgerechtigden              | 2.751   | 2.751   |
| Opkomst                       | 1.619   | 1.955   |
| Geldige stemmen               | 1.611   | 1.945   |
| Blanco stemmen                | 6       | 9       |
| Kandidaten                    |         |         |
| M.W. van Tour van Bellinchave | 490     | 975     |
| J.N. Bastert                  | 791     | 970     |
| A.F. de Savornin Lohman       | 323     |         |

## 4 november 1879
De verkiezingen van 10 juni en 24 juni 1879 in het kiesdistrict Utrecht werden door de Tweede Kamer ongeldig verklaard vanwege geconstateerde onregelmatigheden. Om in de ontstane vacature te voorzien werd een naverkiezing gehouden.
|                               | 4 november |
| ----------------------------- | ---------- |
| Kiesgerechtigden              | 2.751      |
| Opkomst                       | 2.310      |
| Geldige stemmen               | 2.298      |
| Blanco stemmen                | 8          |
| Kandidaten                    |            |
| J.N. Bastert                  | 1.187      |
| M.W. van Tour van Bellinchave | 1.112      |

## 14 juni 1881
De verkiezingen waren periodieke verkiezingen; zij werden gehouden vanwege de afloop van de zittingstermijn van een gekozen lid.
|                  | 14 juni |
| ---------------- | ------- |
| Kiesgerechtigden | 2.843   |
| Opkomst          | 1.487   |
| Geldige stemmen  | 1.408   |
| Blanco stemmen   | 79      |
| Kandidaten       |         |
| J. Röell         | 941     |
| S. van Heemstra  | 453     |

## 12 juni 1883
De verkiezingen waren periodieke verkiezingen; zij werden gehouden vanwege de afloop van de zittingstermijn van een gekozen lid.
|                                     | 12 juni |
| ----------------------------------- | ------- |
| Kiesgerechtigden                    | 2.953   |
| Opkomst                             | 2.201   |
| Geldige stemmen                     | 2.190   |
| Blanco stemmen                      | 9       |
| Kandidaten                          |         |
| J.N. Bastert                        | 1.109   |
| J.E.N. Schimmelpenninck van der Oye | 1.073   |

## 28 oktober 1884
De verkiezingen waren algemene verkiezingen; zij werden gehouden na ontbinding van de Tweede Kamer.
|                                     | 28 oktober | 11 november |
| ----------------------------------- | ---------- | ----------- |
| Kiesgerechtigden                    | 3.048      | 3.048       |
| Opkomst                             | 2.371      | 2.638       |
| Geldige stemmen                     | 4.712      | 2.623       |
| Blanco stemmen                      | 485        | 12          |
| Kiesdrempel                         | 1.179      | 1.312       |
| Kandidaten                          |            |             |
| J. Röell                            | 1.180      |             |
| J.E.N. Schimmelpenninck van der Oye | 708        | 1.341       |
| J.N. Bastert                        | 1.154      | 1.282       |
| J.H. Hora Siccama                   | 649        |             |
| J.J.I. Harte van Tecklenburg        | 549        |             |

## 15 juni 1886
De verkiezingen waren algemene verkiezingen; zij werden gehouden na ontbinding van de Tweede Kamer.
|                                     | 15 juni |
| ----------------------------------- | ------- |
| Kiesgerechtigden                    | 3.229   |
| Opkomst                             | 2.871   |
| Geldige stemmen                     | 5.697   |
| Blanco stemmen                      | 37      |
| Kiesdrempel                         | 1.424   |
| Kandidaten                          |         |
| J.E.N. Schimmelpenninck van der Oye | 1.445   |
| Æ. Mackay                           | 1.433   |
| J. Röell                            | 1.409   |
| W.J. Royaards van den Ham           | 1.403   |

## 1 september 1887
De verkiezingen waren algemene verkiezingen; zij werden gehouden na ontbinding van de Tweede Kamer.
|                                     | 1 september |
| ----------------------------------- | ----------- |
| Kiesgerechtigden                    | 3.182       |
| Opkomst                             | 2.428       |
| Geldige stemmen                     | 4.808       |
| Blanco stemmen                      | 44          |
| Kiesdrempel                         | 1.202       |
| Kandidaten                          |             |
| J.E.N. Schimmelpenninck van der Oye | 1.275       |
| Æ. Mackay                           | 1.269       |
| W.J. Royaards van den Ham           | 1.139       |
| J. Duyvis                           | 1.081       |

## 6 maart 1888
De verkiezingen waren algemene verkiezingen; zij werden gehouden vanwege vervroegde ontbinding van de Tweede Kamer.
|                                     | 6 maart |
| ----------------------------------- | ------- |
| Kiesgerechtigden                    | 4.120   |
| Opkomst                             | 3.756   |
| Geldige stemmen                     | 3.751   |
| Blanco stemmen                      | 5       |
| Kiesdrempel                         | 1.876   |
| Kandidaten                          |         |
| J. Röell                            | 2.067   |
| A.L.W. Seijffardt                   | 2.016   |
| J.E.N. Schimmelpenninck van der Oye | 1.703   |
| Æ. Mackay                           | 1.684   |

## 29 juli 1890
August Seyffardt, gekozen bij de verkiezingen van 6 maart 1888, trad op 6 juli 1890 af vanwege zijn bevordering tot luitenant-kolonel. Om in de ontstane vacature te voorzien werd een tussentijdse verkiezing gehouden.
|                   | 29 juli |
| ----------------- | ------- |
| Kiesgerechtigden  | 4.246   |
| Opkomst           | 1.107   |
| Geldige stemmen   | 1.060   |
| Blanco stemmen    | 46      |
| Kandidaten        |         |
| A.L.W. Seijffardt | 1.045   |

## 9 juni 1891
De verkiezingen waren algemene verkiezingen; zij werden gehouden na ontbinding van de Tweede Kamer vanwege het bereiken van het einde van de zittingstermijn.
|                           | 9 juni |
| ------------------------- | ------ |
| Kiesgerechtigden          | 4.365  |
| Opkomst                   | 3.595  |
| Geldige stemmen           | 3.564  |
| Blanco stemmen            | 25     |
| Kiesdrempel               | 1.782  |
| Kandidaten                |        |
| J. Röell                  | 2.001  |
| H.A. van Beuningen        | 1.839  |
| W.K.F.P. van Bylandt      | 1.577  |
| H.M.J. van Asch van Wijck | 1.574  |

## 10 april 1894
De verkiezingen waren algemene verkiezingen; zij werden gehouden na vervroegde ontbinding van de Tweede Kamer.
|                    | 10 april |
| ------------------ | -------- |
| Kiesgerechtigden   | 4.366    |
| Opkomst            | 3.647    |
| Geldige stemmen    | 3.627    |
| Blanco stemmen     | 58       |
| Kiesdrempel        | 1.814    |
| Kandidaten         |          |
| J. Röell           | 1.964    |
| W.H. de Beaufort   | 1.867    |
| A. Brummelkamp     | 1.029    |
| H.J.A.M. Schaepman | 998      |
| J. Duyvis          | 664      |
| H.A. van Beuningen | 608      |
| P.J. Troelstra     | 40       |

## 15 mei 1894
Willem de Beaufort, gekozen bij de verkiezingen van 10 april 1894, was tevens gekozen in het kiesdistrict Amsterdam, waarvoor hij opteerde. Om in de ontstane vacature te voorzien werd een naverkiezing gehouden.
|                    | 15 mei |
| ------------------ | ------ |
| Kiesgerechtigden   | 4.384  |
| Opkomst            | 2.538  |
| Geldige stemmen    | 2.503  |
| Blanco stemmen     | 30     |
| Kandidaten         |        |
| J.N. Bastert       | 1.542  |
| A. Brummelkamp     | 556    |
| H.A. van Beuningen | 396    |

## 5 juni 1894
Joan Röell, gekozen bij de verkiezingen van 10 april 1894, besloot het lidmaatschap van de Tweede Kamer niet aan te nemen vanwege zijn benoeming als bewindspersoon in het kabinet-Röell. Om in de ontstane vacature te voorzien werd een naverkiezing gehouden.
|                       | 5 juni |
| --------------------- | ------ |
| Kiesgerechtigden      | 4.384  |
| Opkomst               | 2.254  |
| Geldige stemmen       | 2.204  |
| Blanco stemmen        | 48     |
| Kandidaten            |        |
| A.P.C. van Karnebeek  | 1.284  |
| A.L.W. Seijffardt     | 617    |
| J.H. de Waal Malefijt | 274    |

## Voortzetting
Na de grondwetsherziening van 1887 werden de meervoudige kiesdistricten opgeheven; het kiesdistrict Utrecht werd in 1897 omgezet in een enkelvoudig kiesdistrict. De gemeenten Achttienhoven, De Bilt, Maartensdijk en Westbroek werden toegevoegd aan het kiesdistrict Amersfoort en de gemeenten Bunnik en Oudenrijn aan het kiesdistrict Wijk bij Duurstede. Alleen de gemeente Utrecht bleef over, die gesplitst werd in twee enkelvoudige kiesdistricten, Utrecht I en Utrecht II. 